# Krèmenets
Krèmenets (en ucraïnès: Кременець, de vegades Крем'янець ("Krèmianets"); en rus: Кременец; en polonès Krzemeniec; en ídix: Kremnitz, en llatí Cremenecia) és una vila de l'óblast de Ternòpil, a Ucraïna occidental. La seva població ascendia 21.729 habitants el 2013.

## Geografia
Krèmenets està situada a 62 km al nord de Ternòpil.

## Història
Segons algunes fonts, la fortalesa de Krèmenets va ser construïda a l'era pre-cristiana, i més en concret als segles VIII-IX. Existeix una hipòtesi segons la qual, després de la formació de l'estat de la Rus de Kíev va esdevenir part d'aquest estat.
El primer document que esmenta la localitat data del 1064, i apareix en un diccionari enciclopèdic polonès escrit en aquesta data. La primera referència a Krèmenets en l'antiga literatura eslava data del 1226, quan el governant de la ciutat, Mstislav Mstislàvitx, derrotà l'exèrcit d'Andreu II d'Hongria a la rodalia. Durant la invasió mongola de Rússia el 1240-41, Krèmenets fou una de les poques ciutats que Batu Khan no va aconseguir capturar. El 1382, després de la mort de Lluís I d'Hongria, el duc lituà Liubartas arrabassà Krèmenets al Regne d'Hongria. La ciutat va obtenir els Drets de Magdeburg en 1431, i el 1569, després de la Unió de Lublin, va esdevenir part de la Confederació de Polònia i Lituània, amb el nom de Krzemieniec.
A la tardor de 1648, el coronel cosac Maksim Krivonis envoltà la fortalesa de Krzemieniec. A l'octubre, després d'un setge de sis setmanes, la guarnició polonesa es rendí. Com a conseqüència dels combats, la fortalesa fou severament danyada i mai no va ser reconstruïda. El 1795, Krzemieniec fou annexionada per l'Imperi Rus després de la tercera partició de la Confederació de Polònia i Lituània. Romangué com a part de Rússia fins a la Primera Guerra Mundial. El 1921, després de la Pau de Riga, la ciutat retornà a Polònia, i formà part del Voivodat de Volínia.
En el període d'entreguerres, Krzemieniec era famosa per la seva cèlebre escola secundària, el Liceu Krzemienieckie, fundat el 1803 per Tadeusz Czacki. Segons el cens polonès del 1931, la ciutat tenia 19,877 habitants, amb 8,428 ucraïnesos, 6,904 jueus, 3,108 polonesos i 883 russos. El 1934, per iniciativa de Ludwik Gronowski, mestre de l'Escola Superior de Krzemieniec, es va obrir l'Escola Voliniana de Vol sense Motor Sokola Gora (Wolynska Szkola Szybowcowa Sokola Gora) a 14 quilòmetres de Krzemieniec, a la vila de Kulikow. Entre els seus estudiants hi havia la filla de Józef Piłsudski, Jadwiga Piłsudska.
Entre 1941 i 1944, va patir l'ocupació de les tropes de l'Alemanya Nazi, durant la qual gairebé tota la seva població jueva (unes 15.000 persones, inclosos els refugiats) va ser exterminada. El 28 de juliol de 1941, molts dels mestres de l'Escola Superior de Krzemieniec foren arrestats pels alemanys, que tenien una llista proporcionada per ucraïnesos d'allà. A final de mes, 30 mestres i membres de la intelligentsia polonesa van ser assassinats en l'anomenat Turó de les Creus ("Gora Krzyzow"). El 1945 fou reintegrada de nou a la Ucraïna soviètica.
La vila és un important lloc de pelegrinatge dels cristians ortodoxos ucraïnesos, que s'atansen a la Lavra de la sagrada dormició de Potxàïv, a 18 km de Krèmenets. Els vestigis d'una fortalesa medieval encara dominen la vila.

## Població
Censos (*) o estimacions de població:
| 1897  | 1939  | 1959  | 1970  | 1979  | 1989  | 2001  | 2011  | 2012  | 2013  |
| ----- | ----- | ----- | ----- | ----- | ----- | ----- | ----- | ----- | ----- |
| 17704 | 32100 | 16438 | 19731 | 21171 | 24570 | 22051 | 21624 | 21639 | 21729 |

## Personalitats
Són nascuts a Krèmenets :
- Juliusz Słowacki (1809-1849), poeta romàntic polonès
- Marc Kac (1914-1984), matemàtic nord-americà
- Isaac Stern (1920-2001), violinista nord-americà
- Kazimierz Urbanik (1930-2005), matemàtic polonès
- Oleg Kaskiv (1978) violinista